# نونه آقبالیان
نونه آقبالیان (ارمنی: Նունե Աղբալյան؛ انگلیسی: Nune Aghbalyan؛ زادهٔ ۲۸ مارس ۱۹۵۹) نقاش اهل ارمنستان است.

## زندگی‌نامه
وی در ۲۸ مارس ۱۹۵۹ در ایروان به دنیا آمد و از دانشگاه دولتی نساجی مسکو (۱۹۸۲) فارغ‌التحصیل گشت. وی عضو اتحادیه نقاشان ارمنستان می‌باشد. 

## نگارخانه

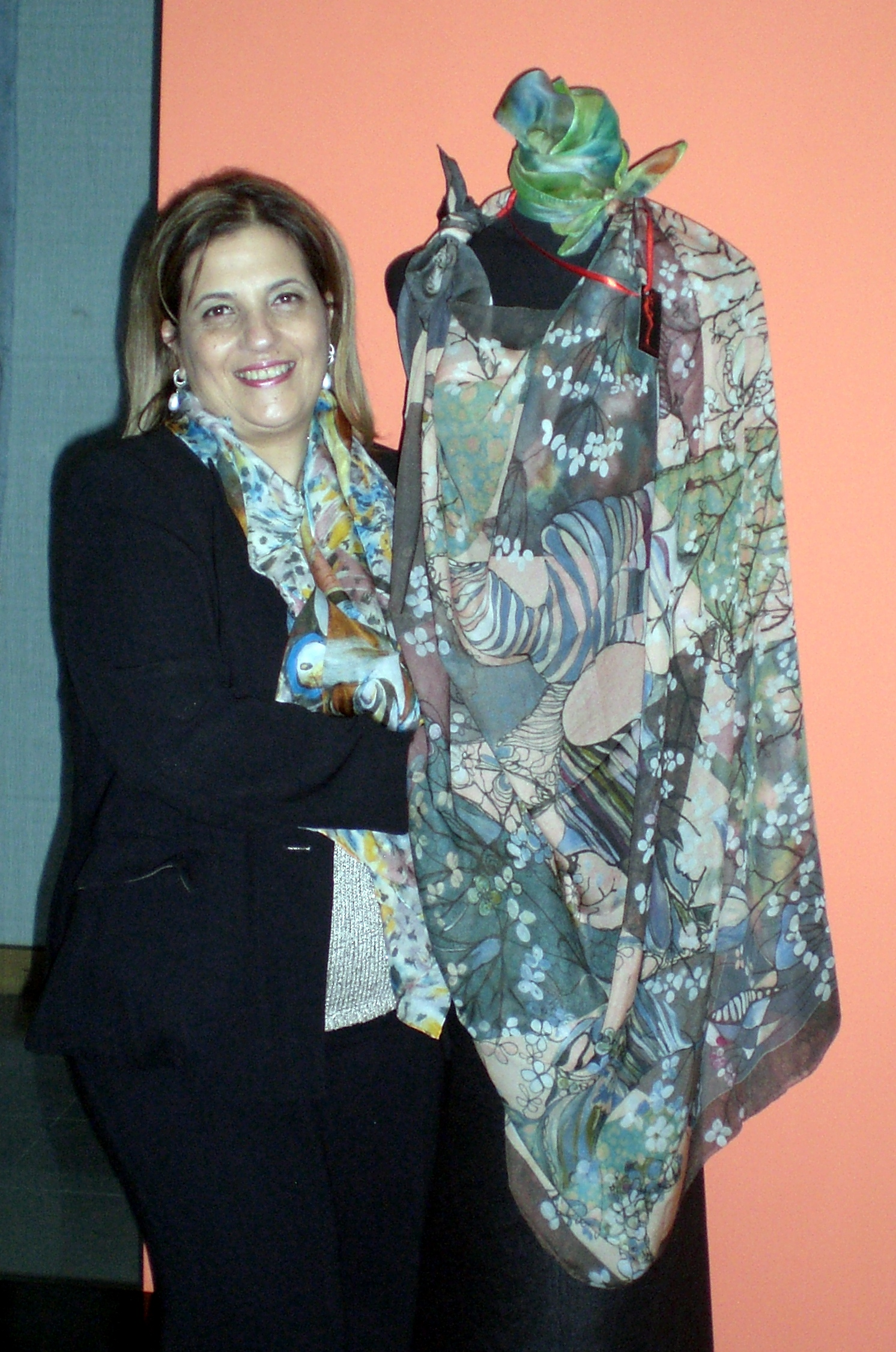
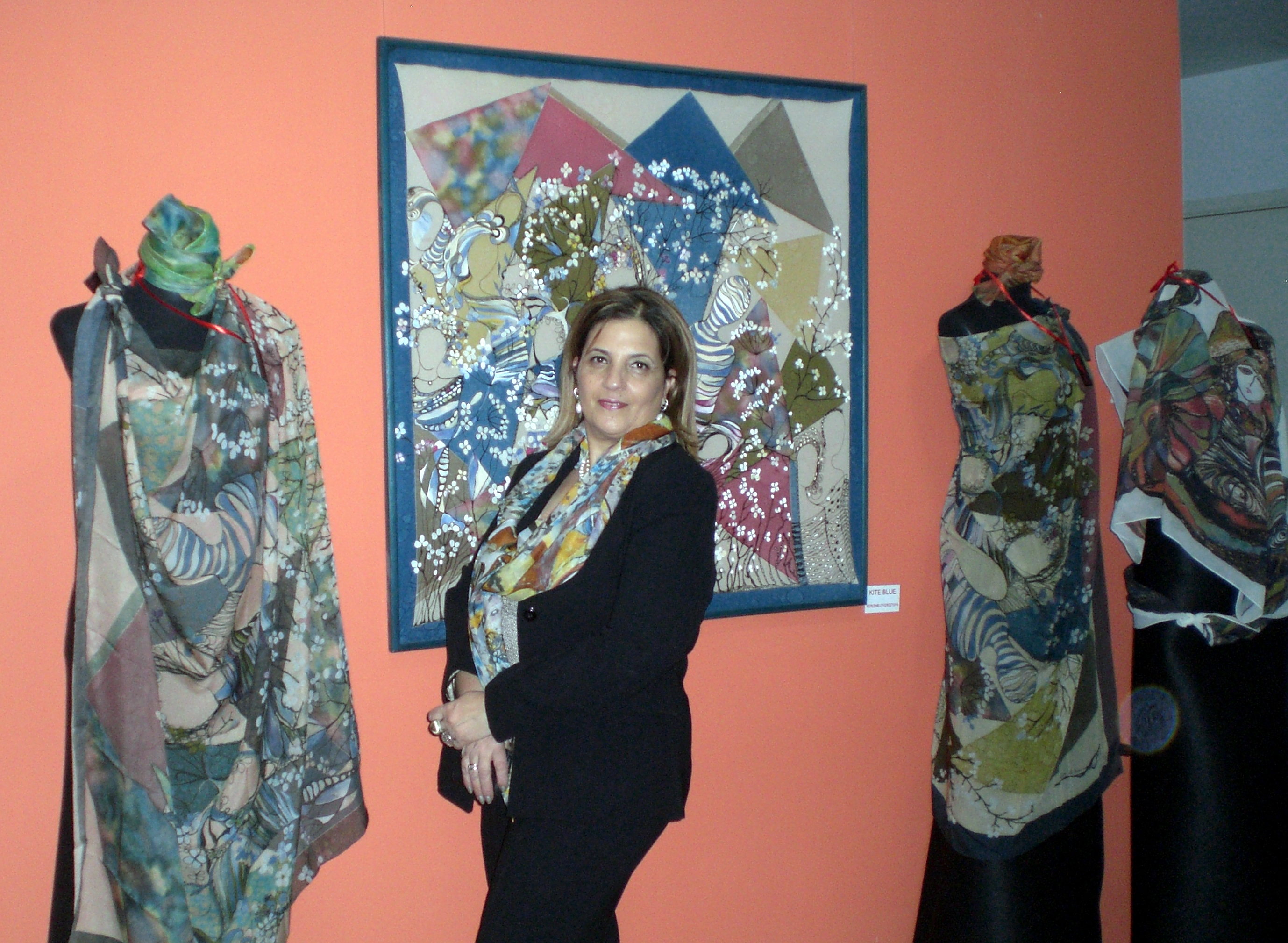
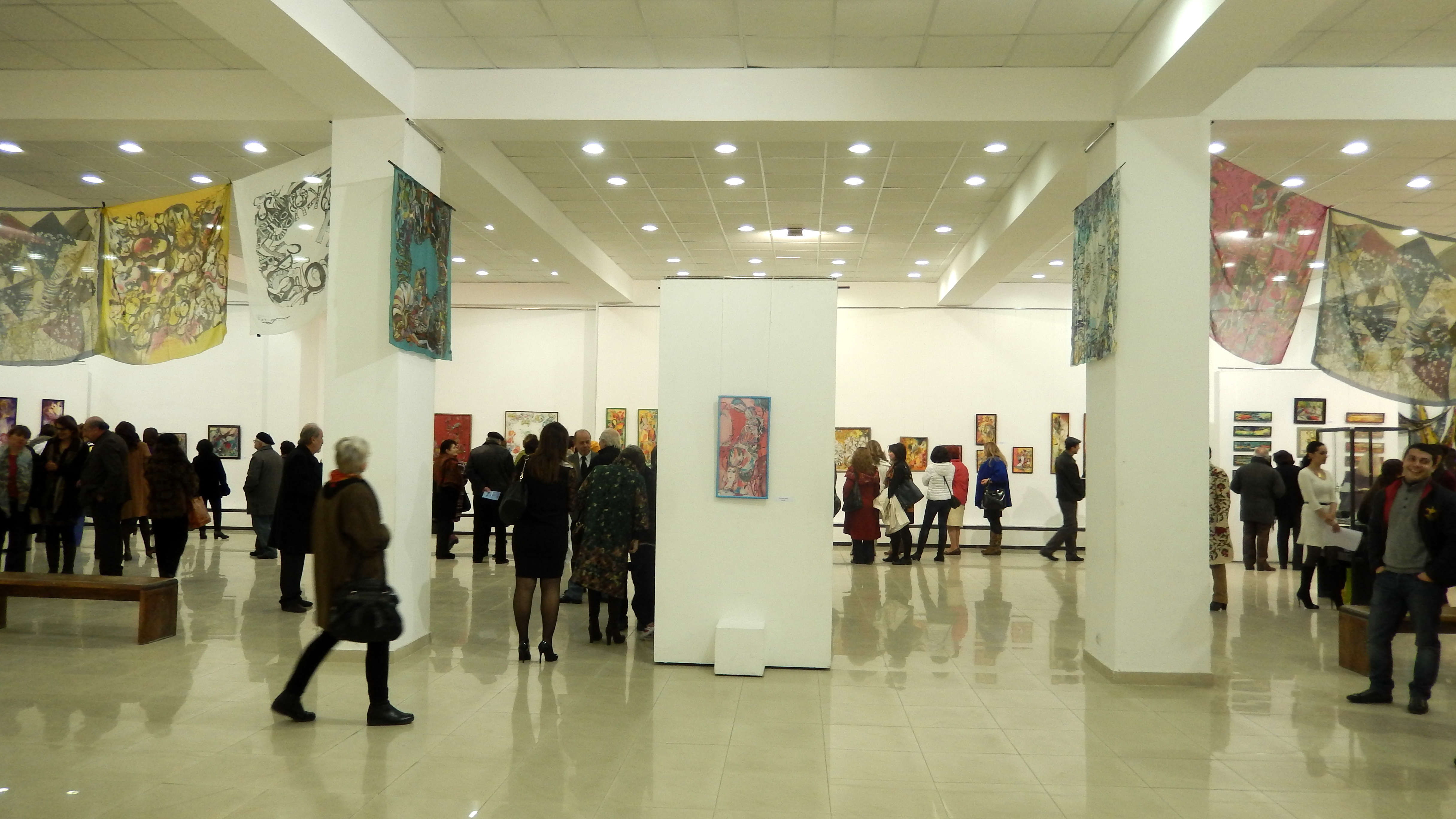
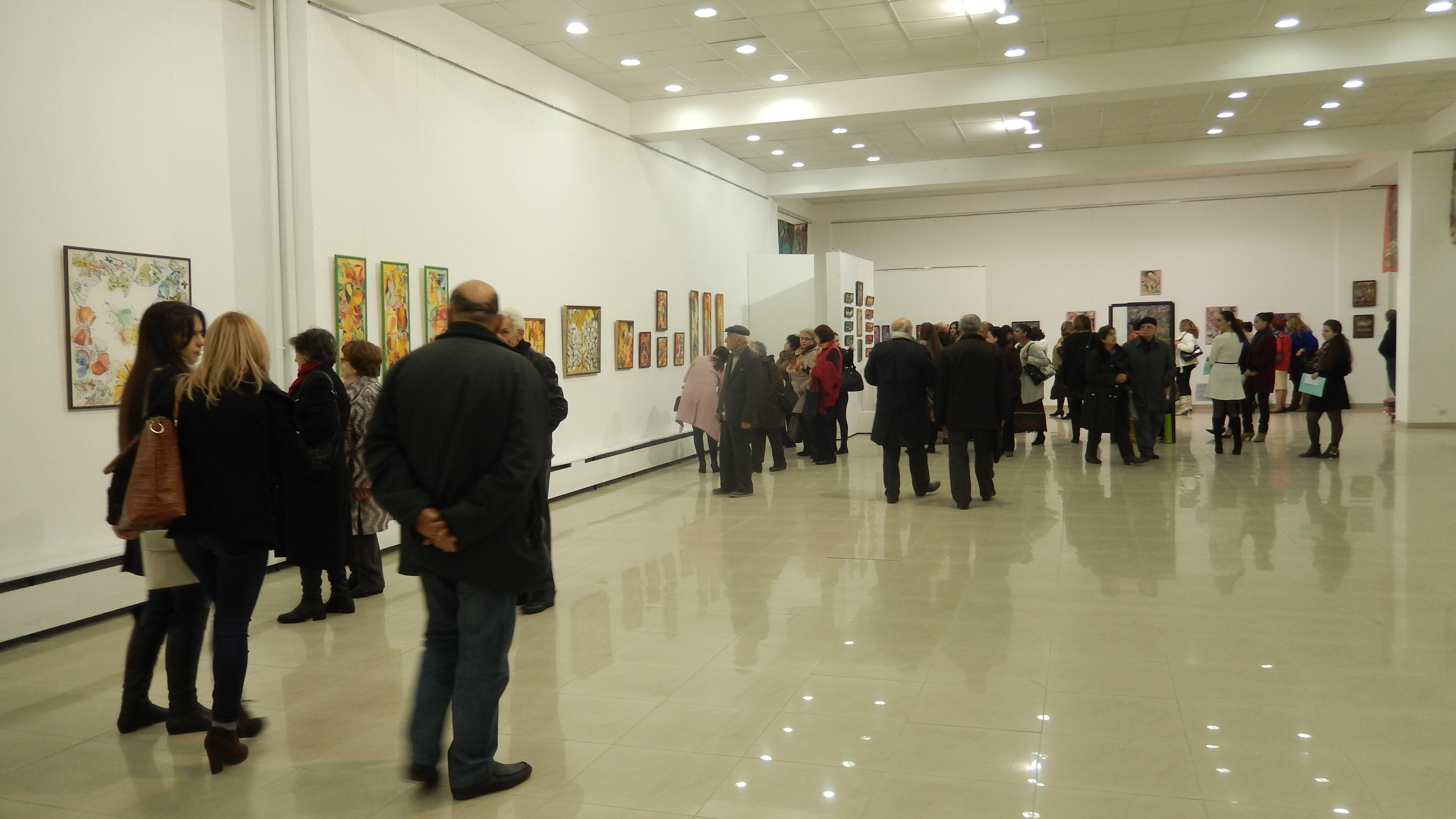
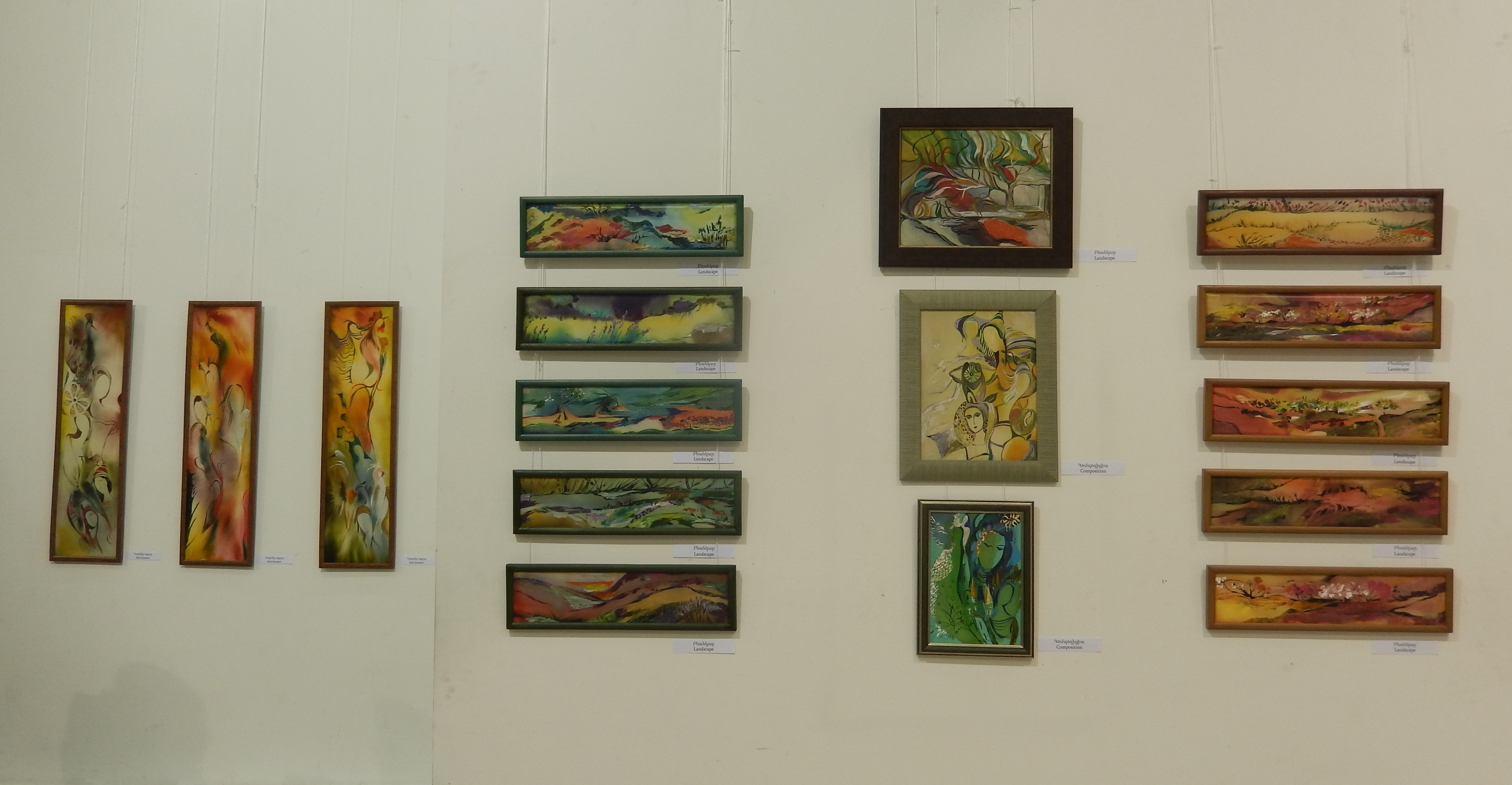
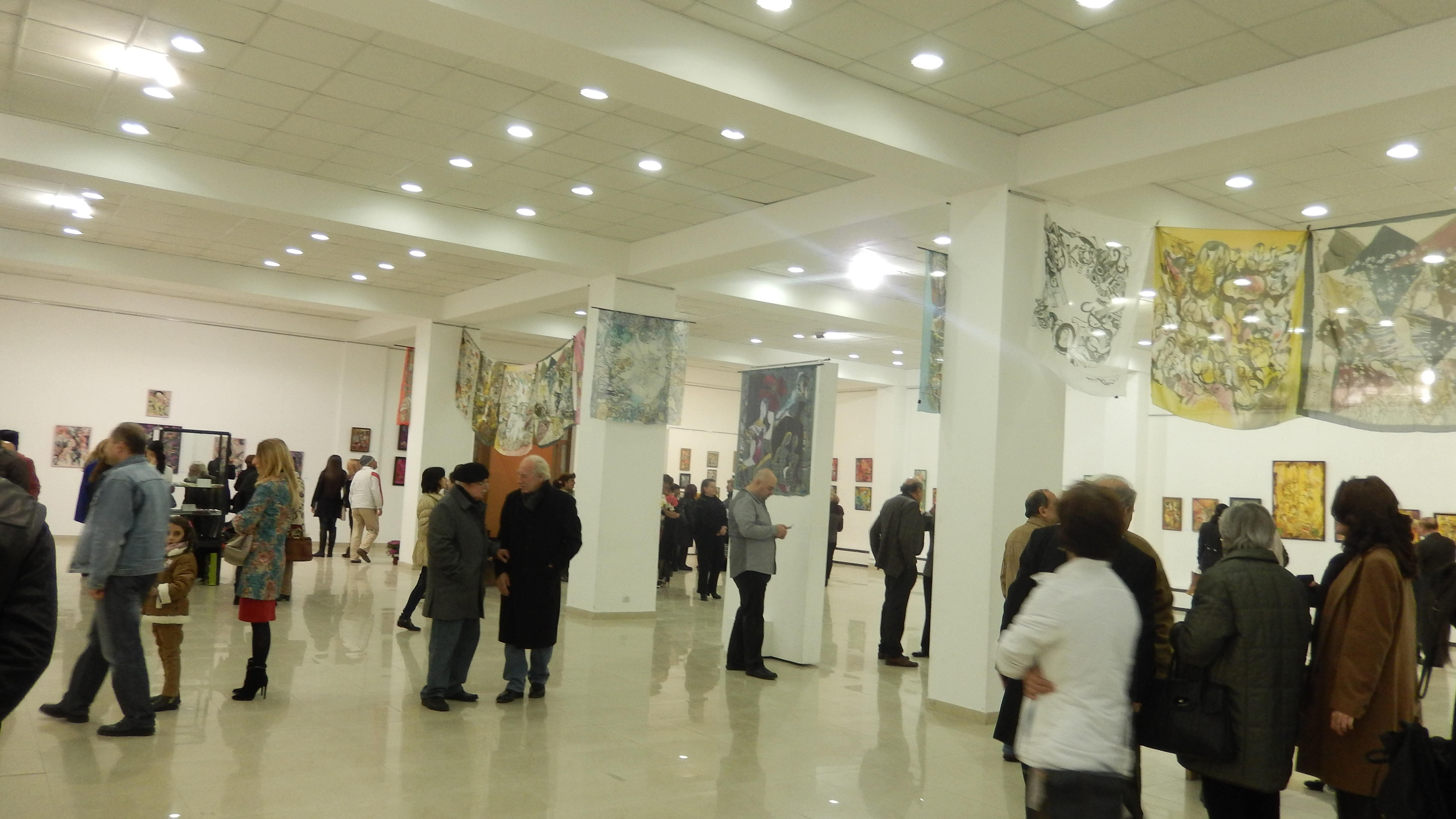
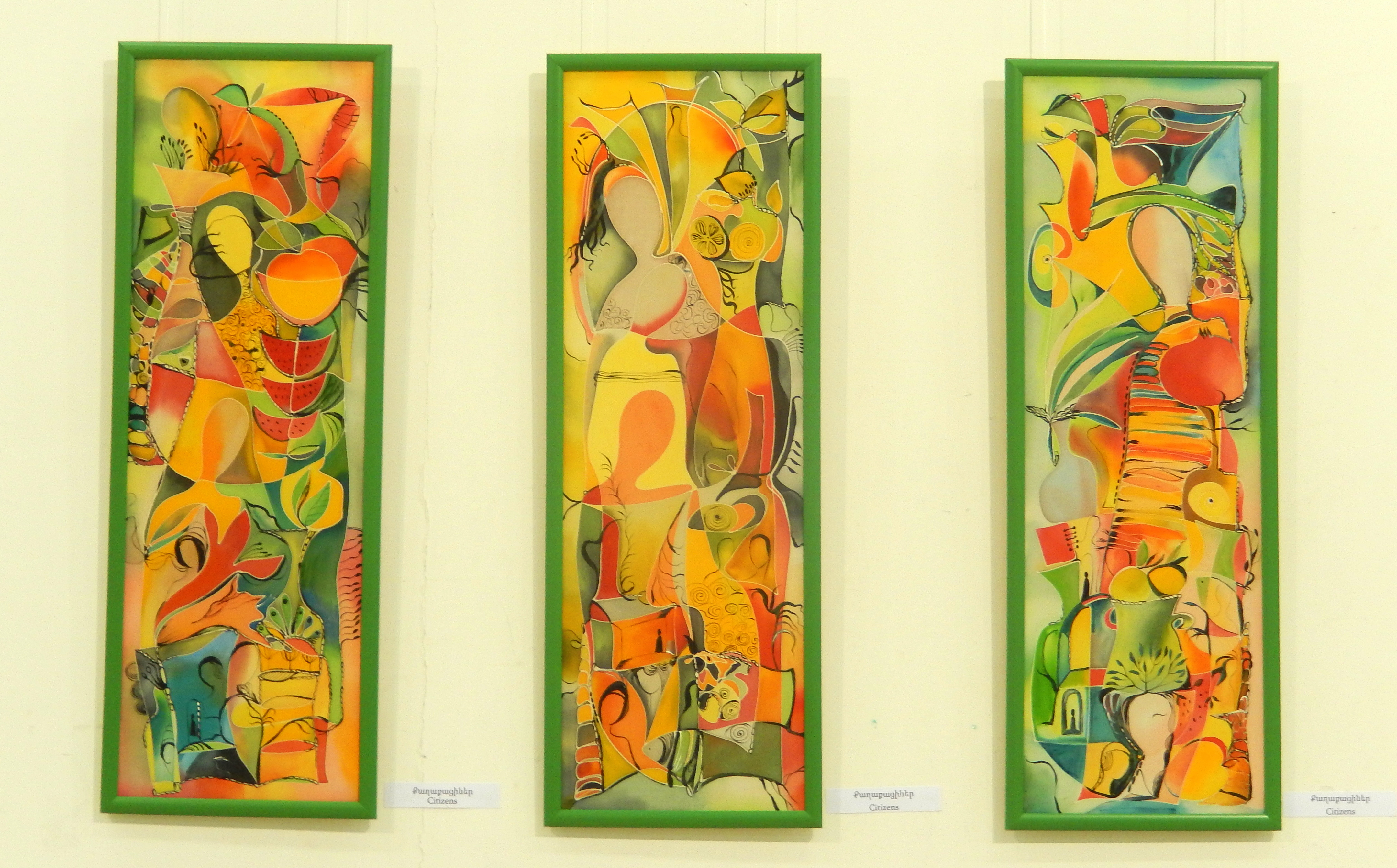
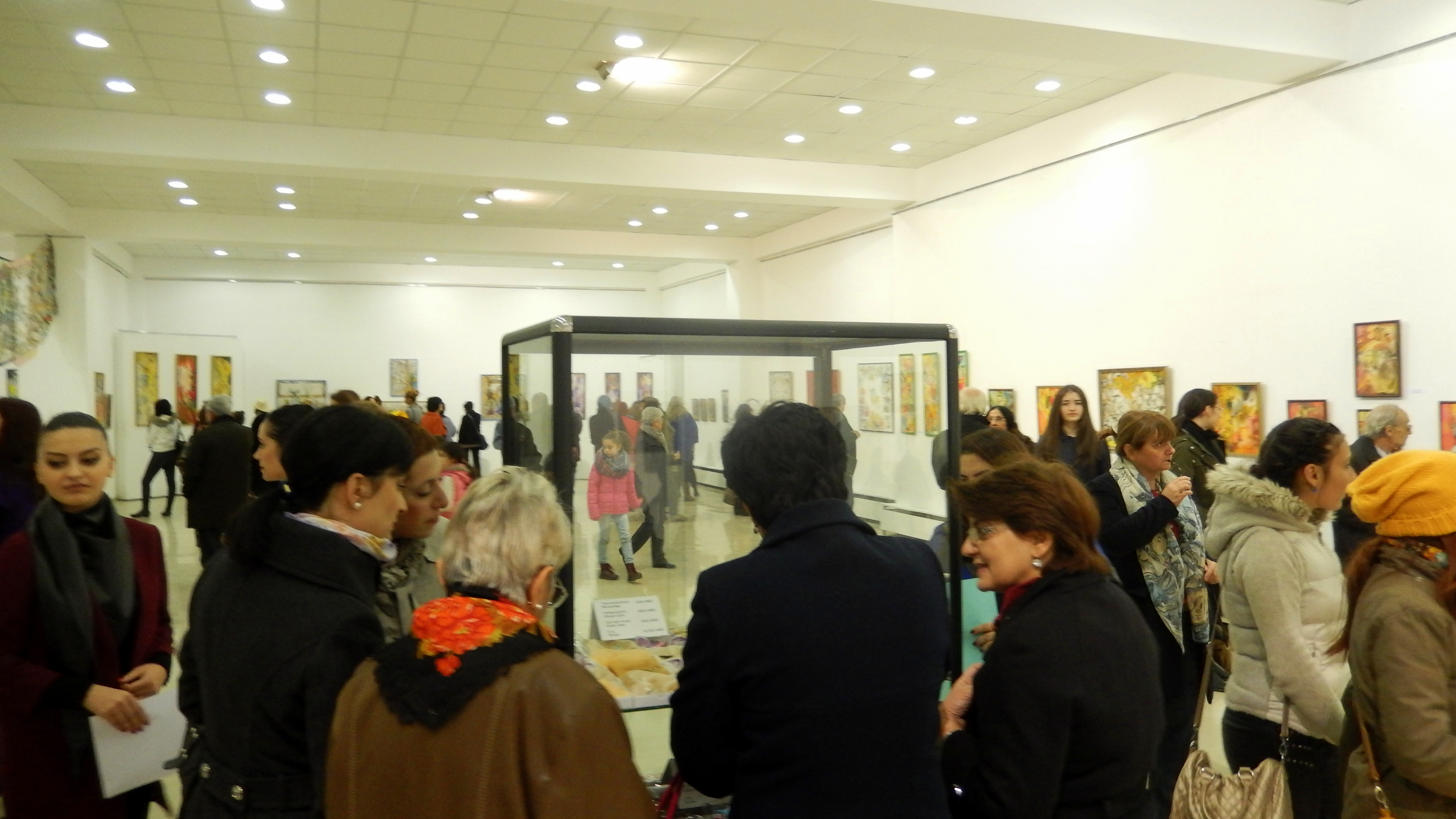
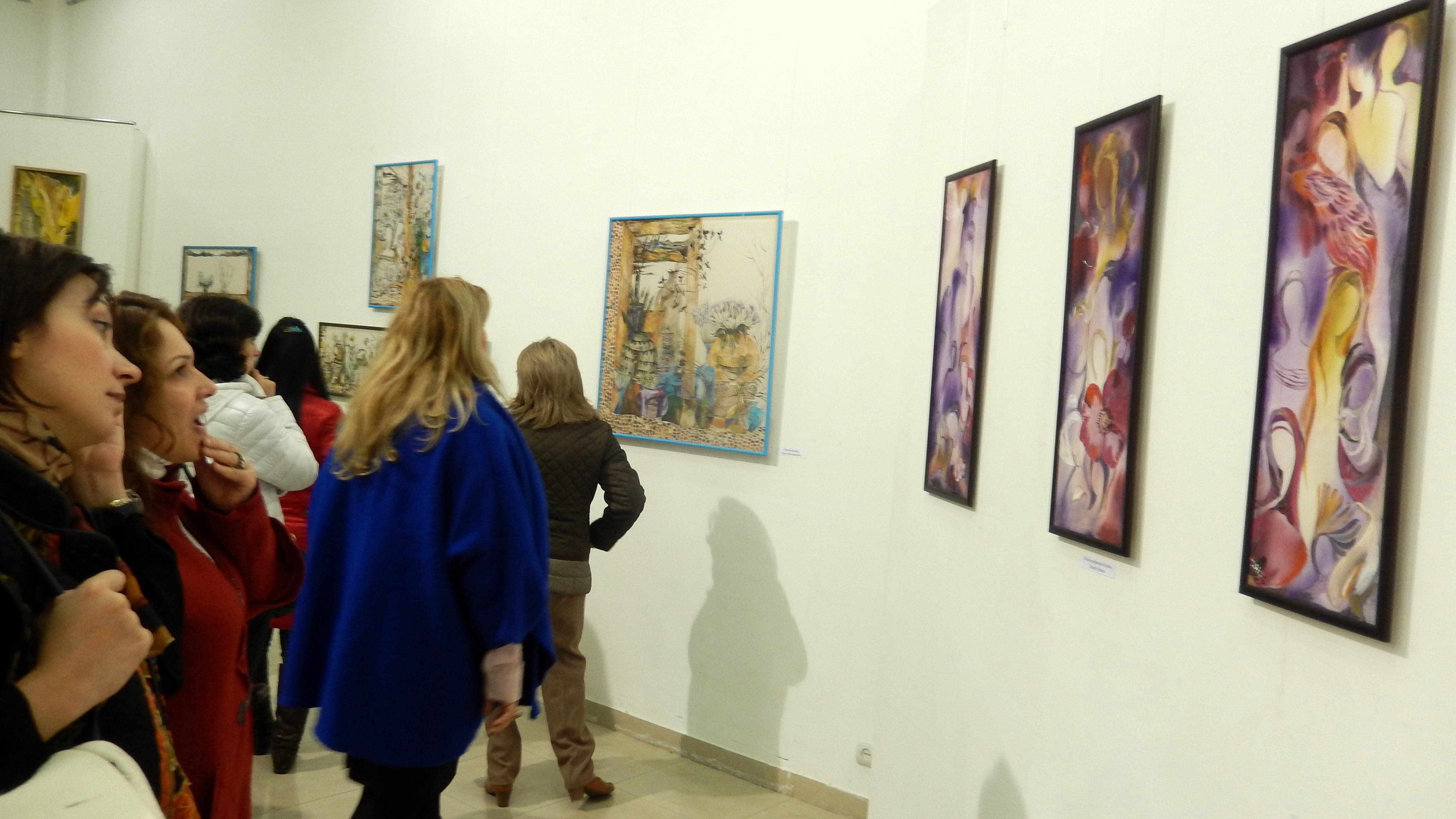
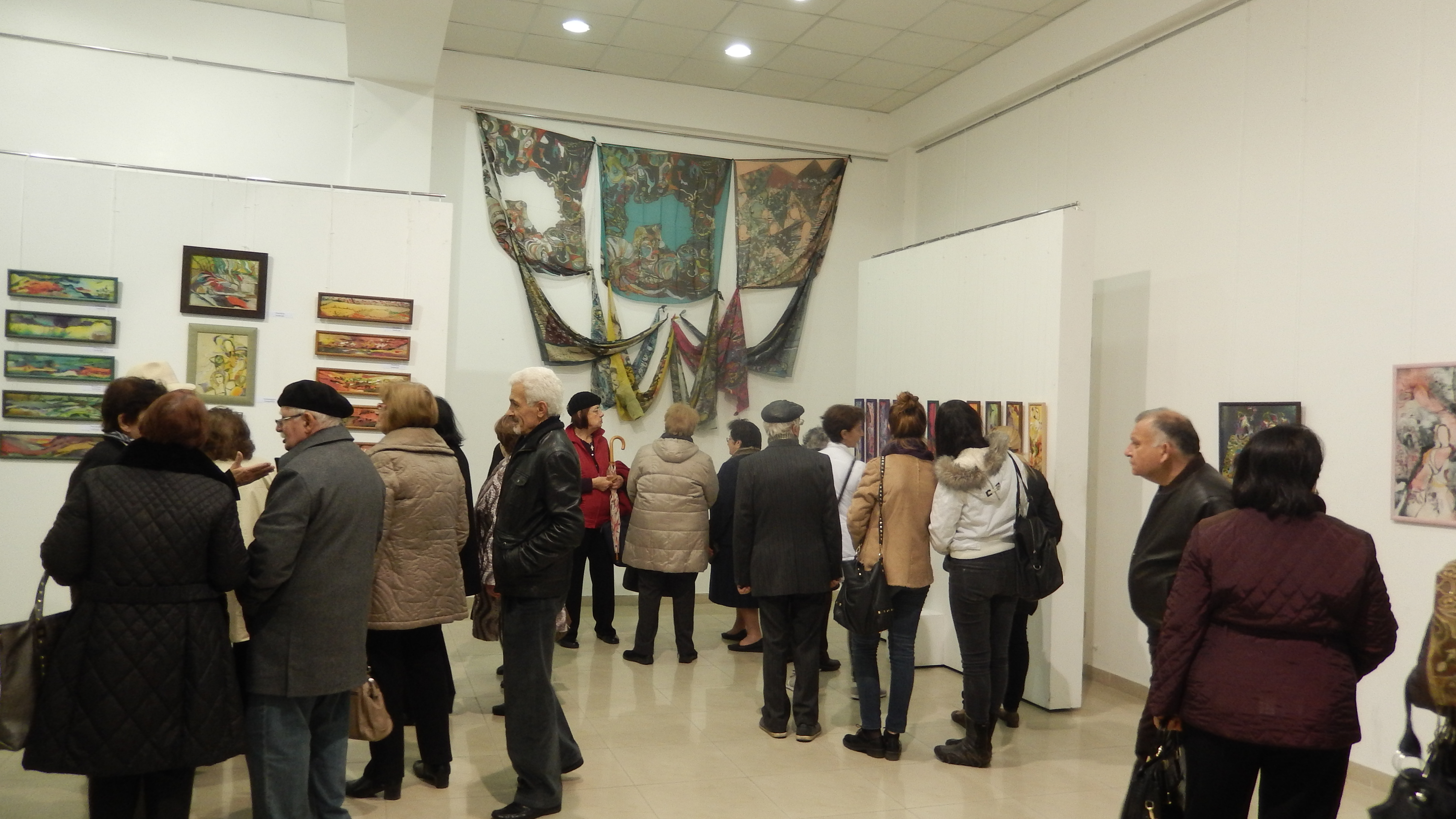